# 가조정
가조정(加須町)은 사이타마현 기타사이타마군에 존재했던 정이다. 현재의 가조시 중심부에 해당한다.
현재의 가조시는 1954년에 신설 합병으로 탄생한 후, 헤세 대합병을 통해 1시3정의 신설 합병을 거친 것으로, 본정과는 별개의 자치체이다. 

## 역사
- 1889년 4월 1일 - 정촌제 시행에 의해 고다마군 가조정이 성립하였다.
- 1954년 5월 3일 - 후도카 정, 미쓰마타 촌, 라이하 촌, 오쿠와 촌, 미즈후카 촌, 히야리카와 촌, 시다미 촌과 합병해 가조시가 성립하여, 동일 가조정은 폐지되었다.

## 교통

### 철도
- 도부 철도
- 이세사키선

## 참고문헌
- 角川日本地名大辞典 11 埼玉県